# Xestocephalus sinchonus
Xestocephalus sinchonus är en insektsart som beskrevs av Delong 1982. Xestocephalus sinchonus ingår i släktet Xestocephalus och familjen dvärgstritar. Inga underarter finns listade i Catalogue of Life.